# Église Saint-Crépin de Rannée
L’église Saint-Crépin de Rannée est un édifice religieux de la commune de Rannée, dans le département d’Ille-et-Vilaine en région Bretagne. 

## Localisation
Elle se trouve au sud-est du département et dans le centre du bourg de Rannée entre la rue Saint-Crépin et l'avenue de l'Ardenne.

## Historique
La paroisse existe depuis le Xe siècle. À la suite d'un incendie, l’église est reconstruite entre 1168 et 1178 par l’évêque Etienne de Fougères. De cet édifice subsiste la façade occidentale, la base de la tour et le chœur. Le reste est reconstruit aux XVIe et XVIIe siècles, possiblement grâce aux largesses des ducs de Brissac. Selon l´abbé Guillotin de Corson, leurs armoiries décoraient la maîtresse-vitre, un banc seigneurial et d’autres points de l’édifice.
Le chœur fait l’objet de travaux en 1658. L’église est restaurée en 1801 sans en modifier les dispositions.
Elle est inscrite au titre des monuments historiques depuis le 1er juillet 1974,.

## Architecture

Extérieur
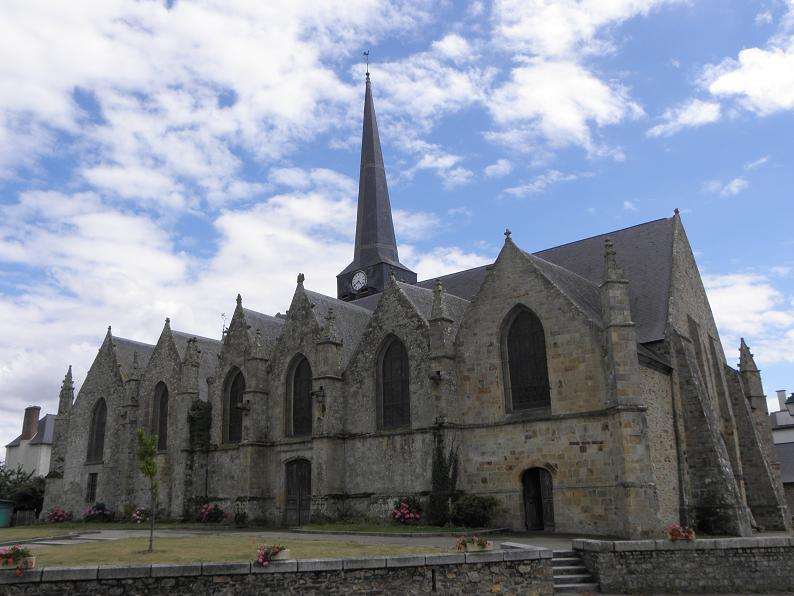
Façade nord
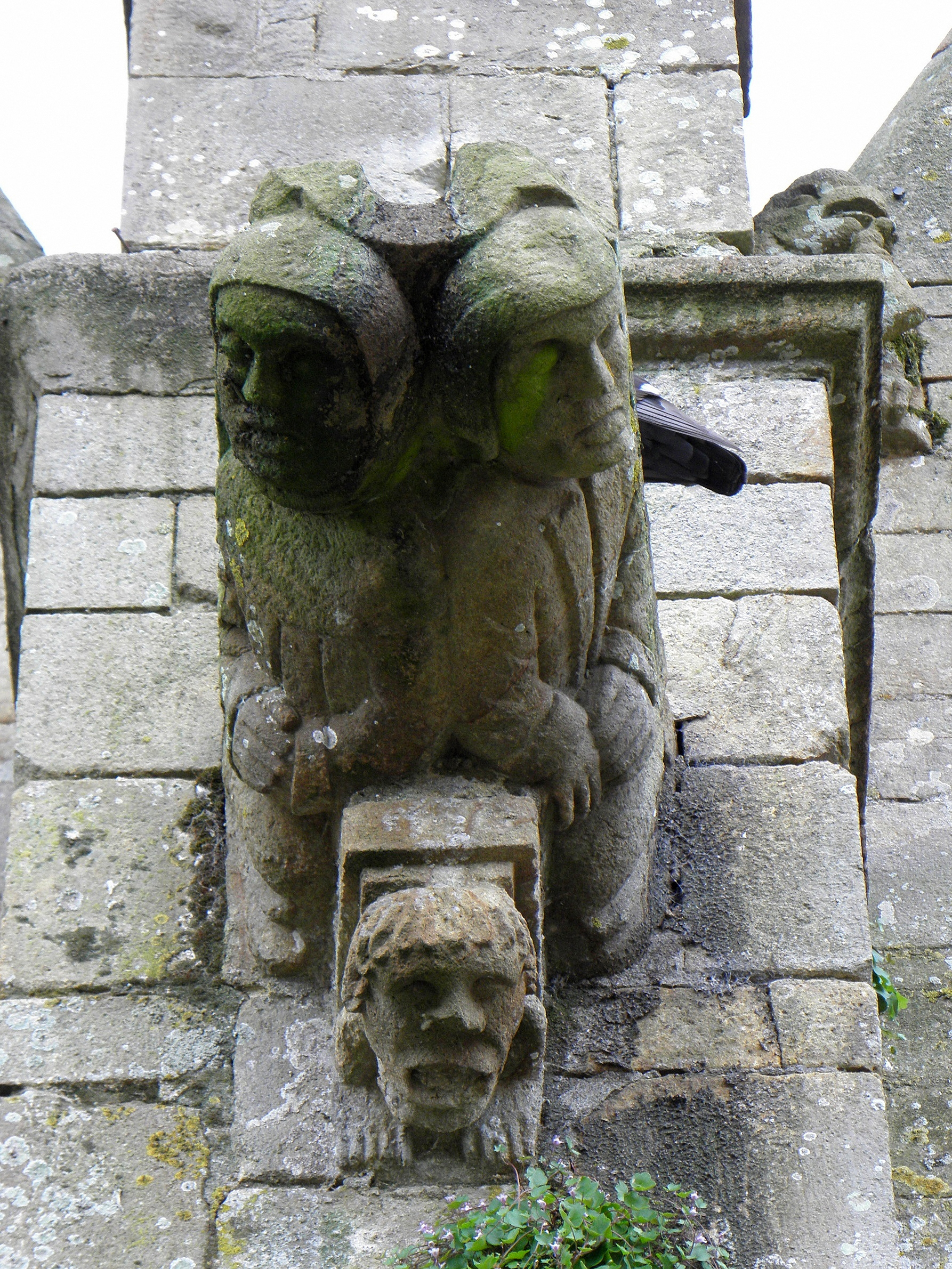
Gargouille
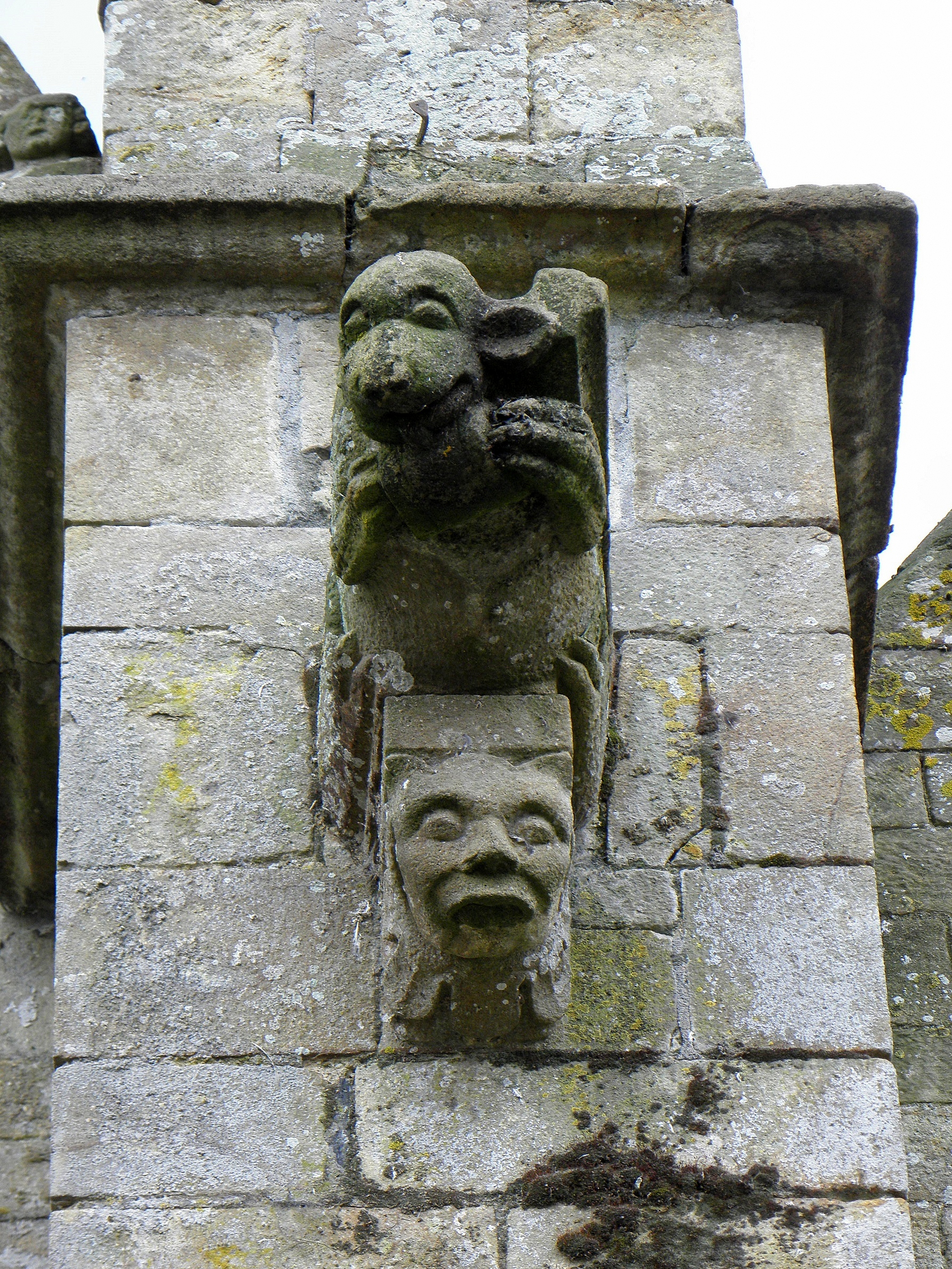
Gargouille
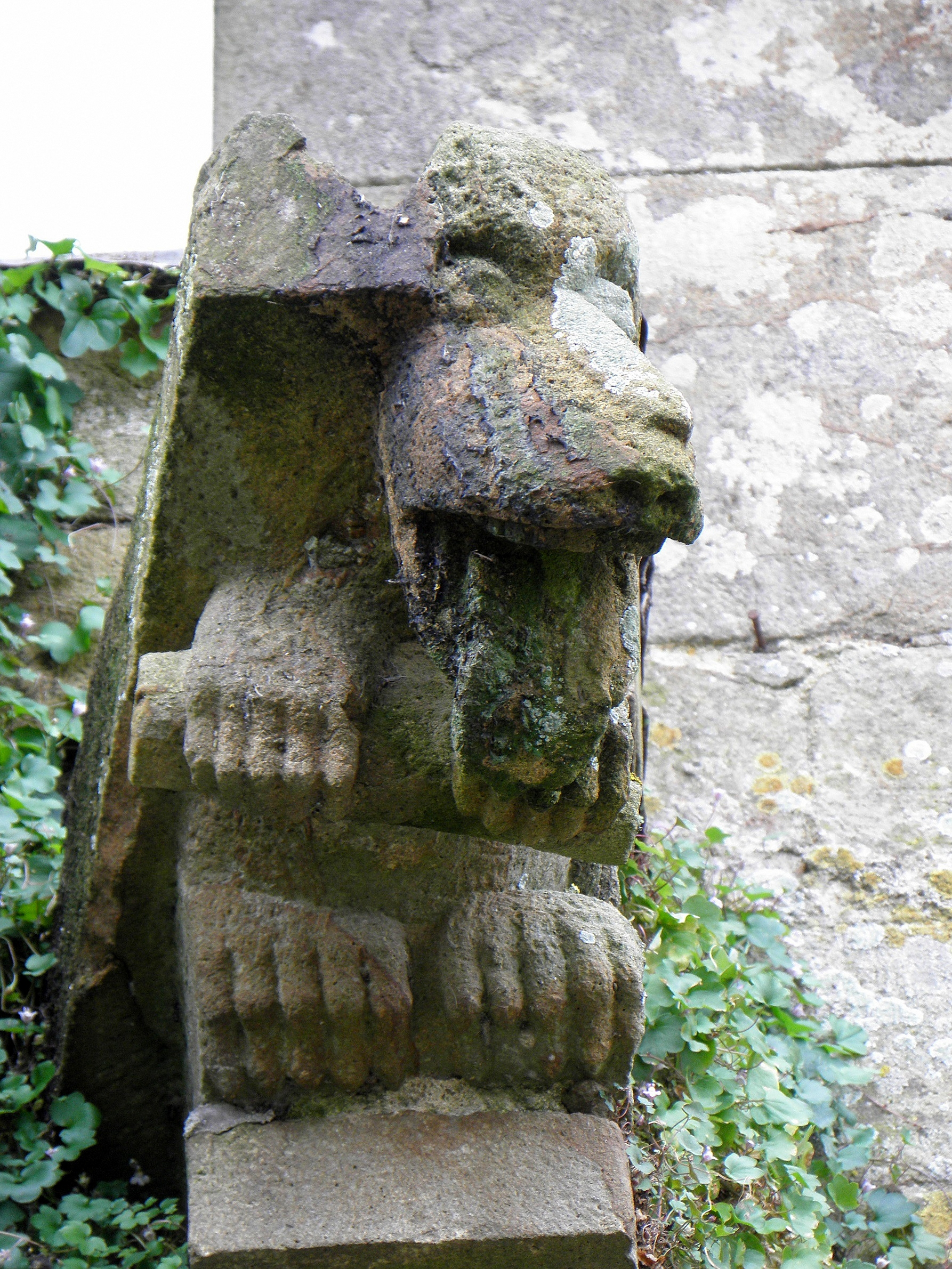
Gargouille
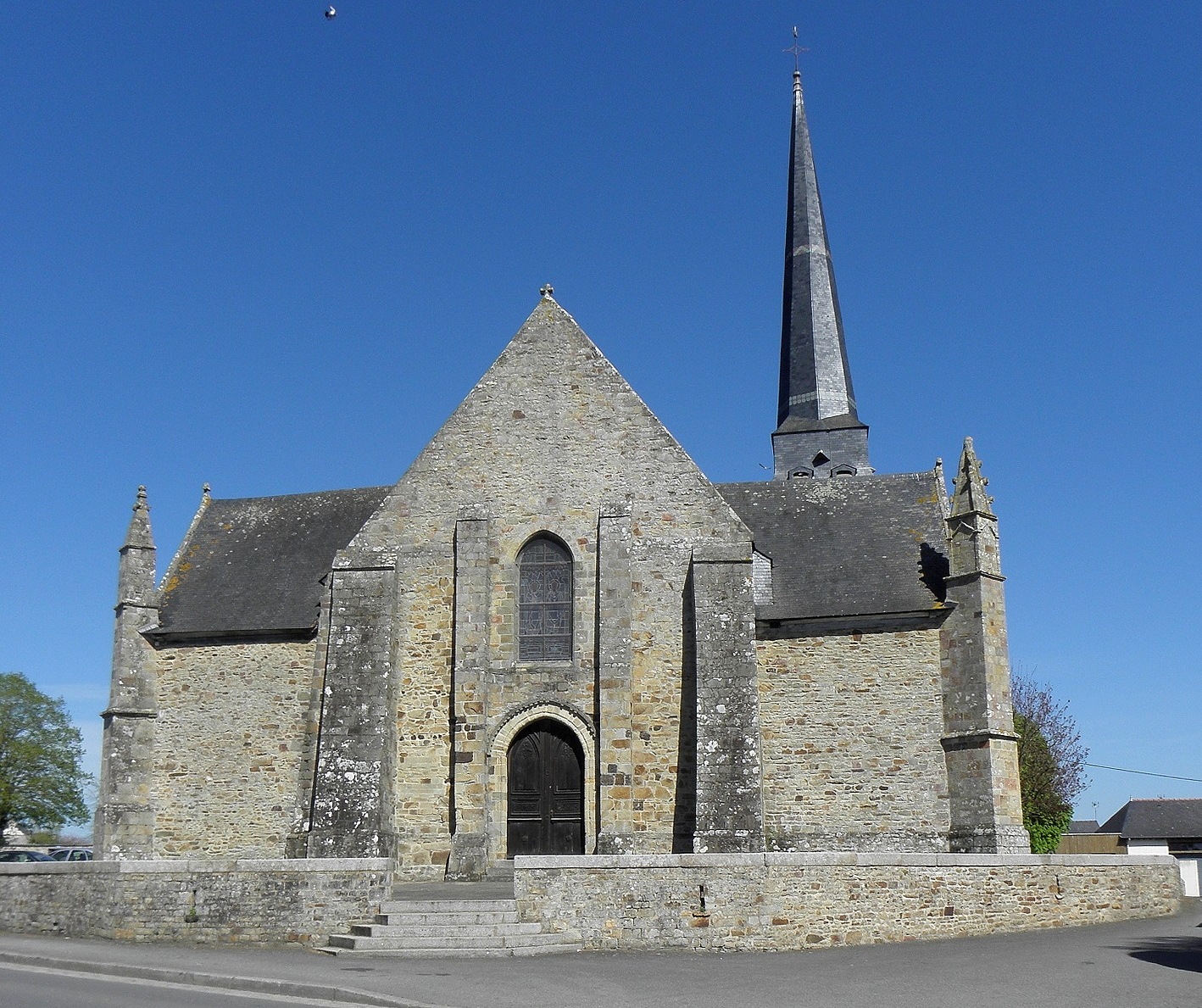
Façade ouest
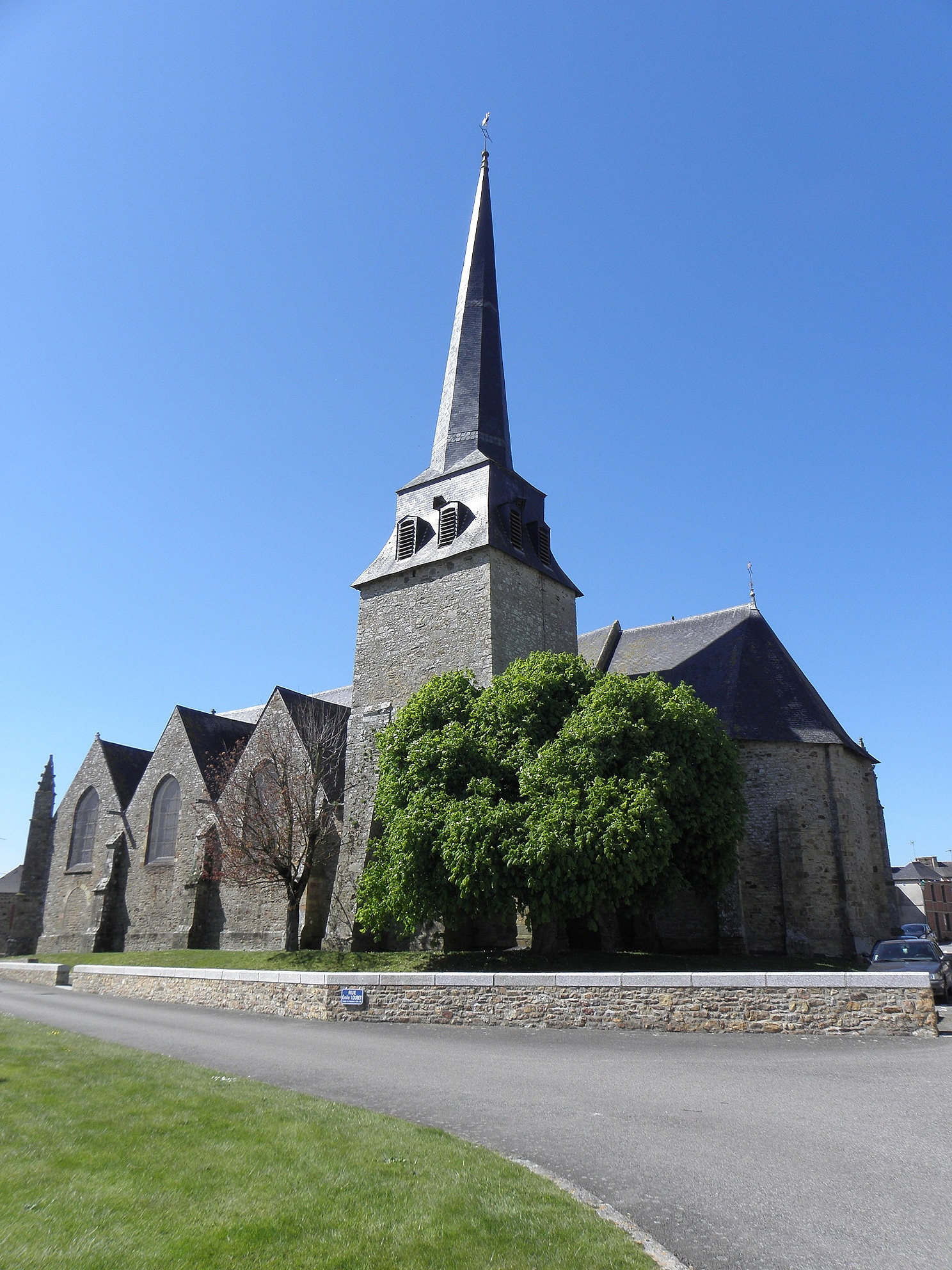
Façade sud et chevet de l'église
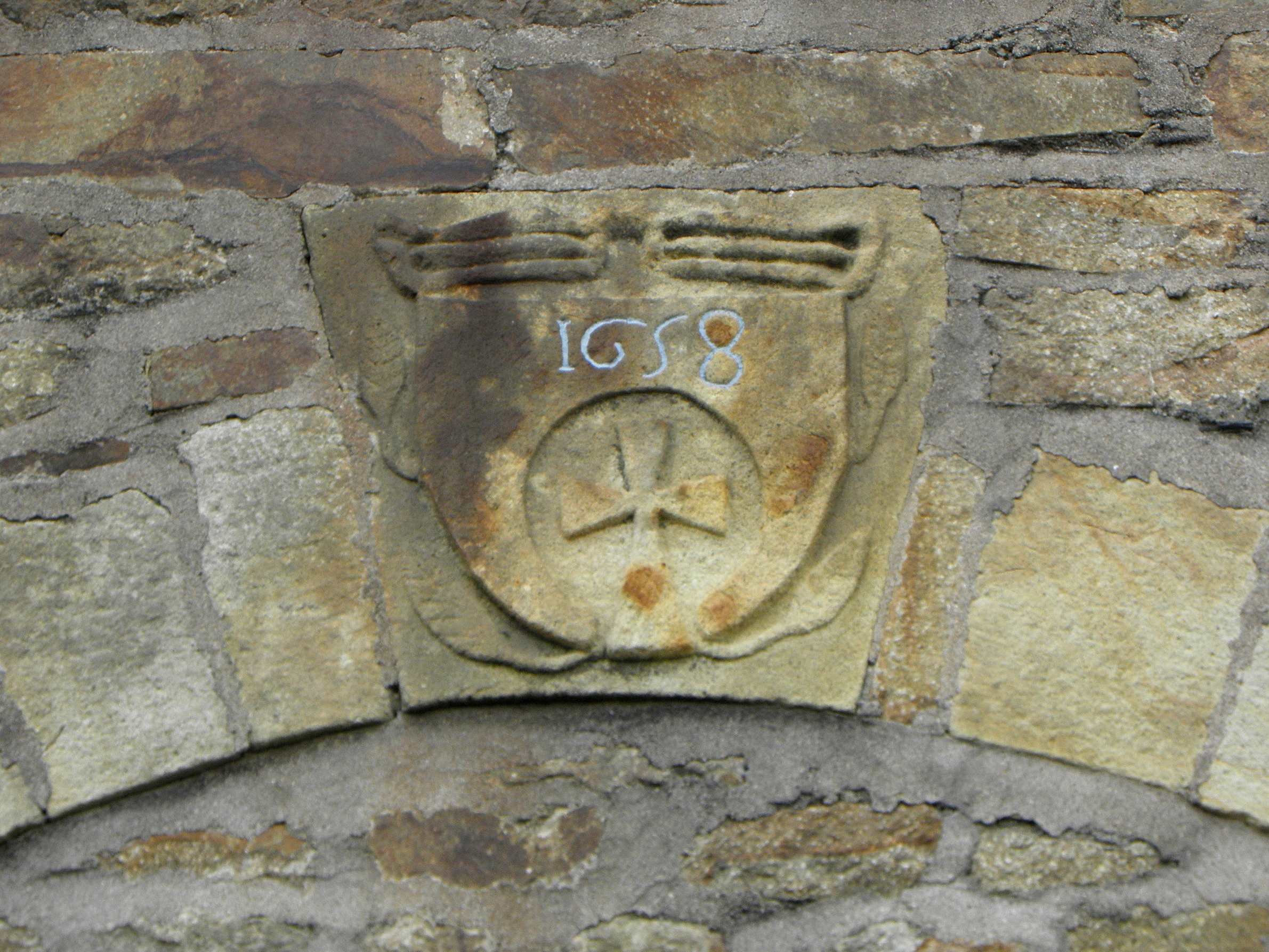
Écu daté de 1658 au dessus de la porte murée de la façade sud.

A l'intérieur, l’édifice présente une nef à trois vaisseaux de cinq travées, couverte de charpente, sans transept marqué.
La dernière travée du bas-côté sud est occupée par la tour romane. Elle communique avec la nef par une arcade de plein cintre retombant sur des impostes où se devine un décor de tresses.
La nef est séparé du chœur par un arc diaphragme de plein cintre retombant sur  des colonnes engagées à chapiteaux sculptés et des tailloirs décorés de motifs végétaux stylisés. Les deux chapiteaux sont dissemblables. Le chapiteau sud, plus haut, est orné d’un Agneau crucifère et d’un animal entouré de volutes au dessus d'une tresse, celui du nord d’une tête monstrueuse encadrée de volutes au dessus d’une frise de feuilles. Tous deux sont d’inspiration corinthienne, comme ceux de Saint-Gildas de Rhuys et Sainte-Croix de Quimperlé. Tout comme les bases des colonnes, ornées de chevrons, ils semblent remonter à la fin du XIe siècle et pourraient être des réemplois.
Le chœur roman s’achève en abside. Il est éclairé par des baies de plein cintre. Ses dispositions d’origine sont masquées par un grand retable du XVIIe siècle qui en occupe le fond.
Les bas-côtés sont couverts perpendiculairement par rapport à l’axe de la nef, tel une série de transepts accolées communiquant entre eux par de grande arcades brisées. Cette disposition caractéristique du gothique breton se traduit à l’extérieur par une succession de pignons où s’inscrivent les grandes fenêtres en arc brisé, séparés par des contreforts surmontés de pinacles (églises à pignons multiples comme par exemple la chapelle du Kreisker à Saint Pol de Léon, église Notre-Dame de Vitré, Église Saint-Sulpice de Fougères...).
Le côté nord est particulièrement intéressant par son décor sculpté de style gothique finissant (gargouilles, chimères et pinacles) et sa porte renaissance à pilastres. Un des contreforts porte la date “1807”. Des modillons romans sculptés de têtes, datant probablement de la fin du XIIe siècle, ont été utilisés en réemploi.
La façade ouest présente une organisation tripartite reflétant l’organisation intérieure. La partie centrale a conservé ses dispositions romanes. Elle est épaulée par quatre contreforts maçonnés. Ceux du centre encadrent le portail souligné d’une archivolte à billettes et surmonté d’une fenêtre en arc brisé. Le pignon roman est encadré par les murs nus et les toits des  bas-côtés dont les angles extérieurs sont renforcés par des contreforts à pinacles sculptés implantés en biais.
La porte extérieur sud, murée, porte la date “1658” sur sa clef.
Le clocher roman, massif et soutenu par des contreforts épais, est sommé d’une flèche de charpente.

Intérieur
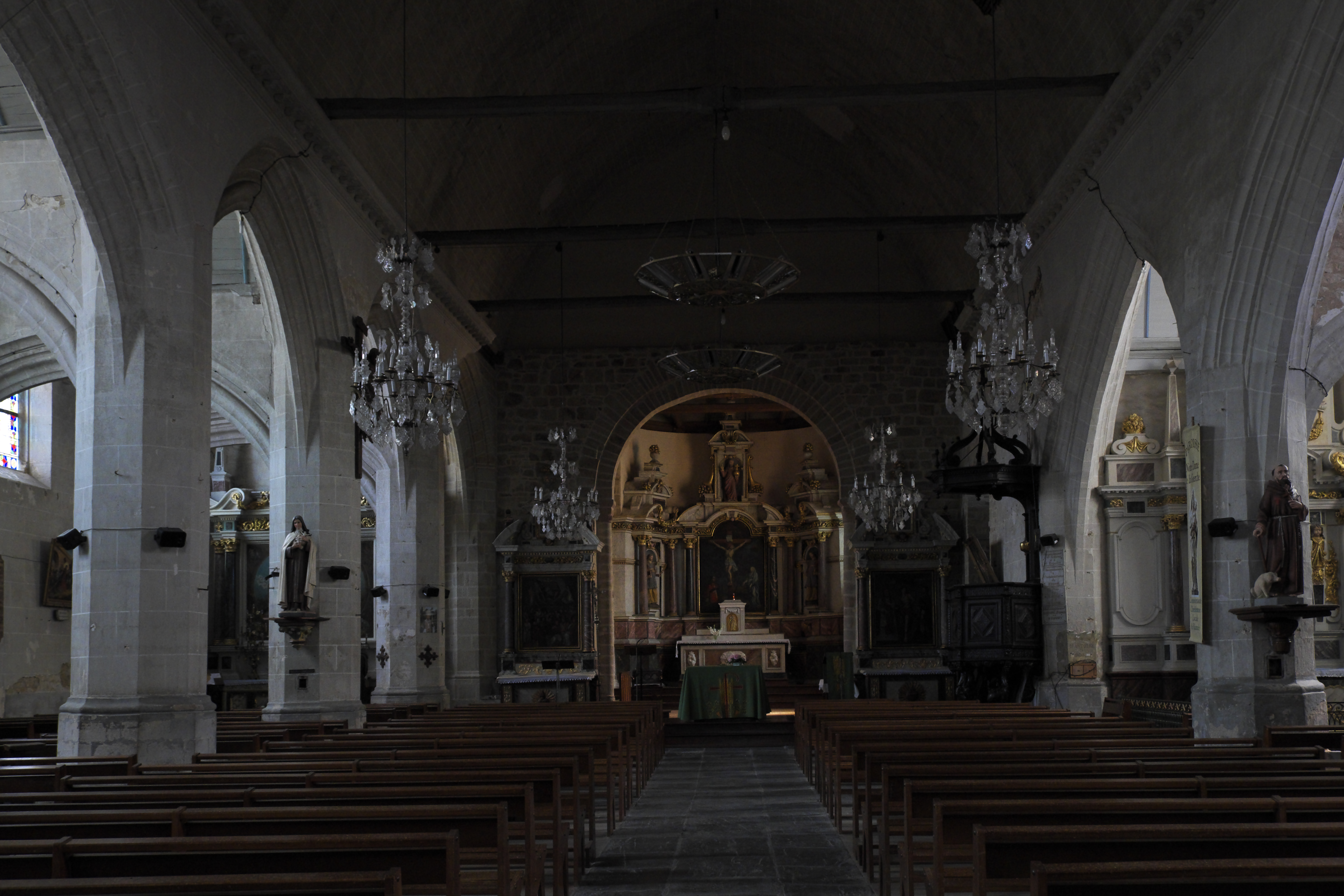
Nef
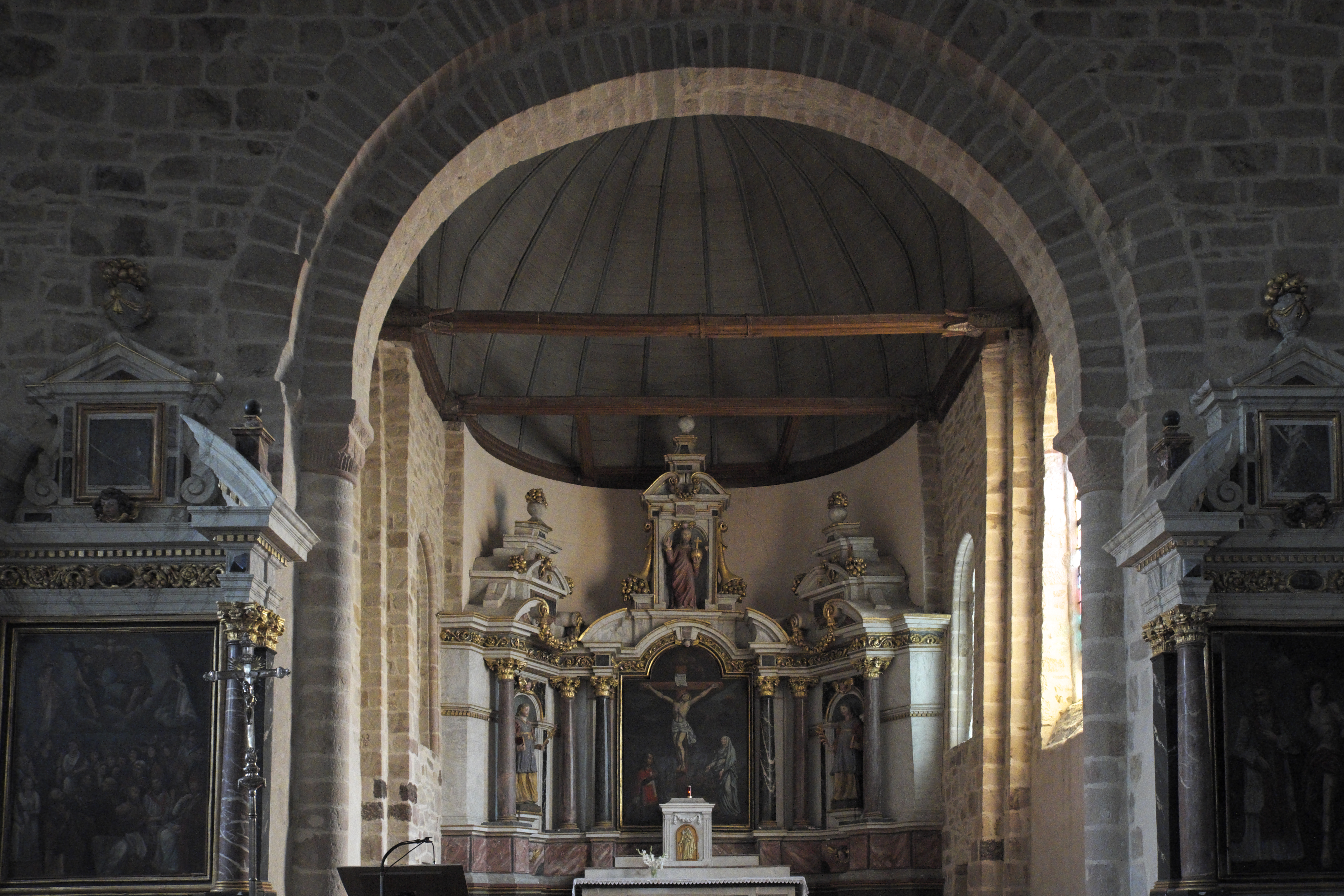
Chœur
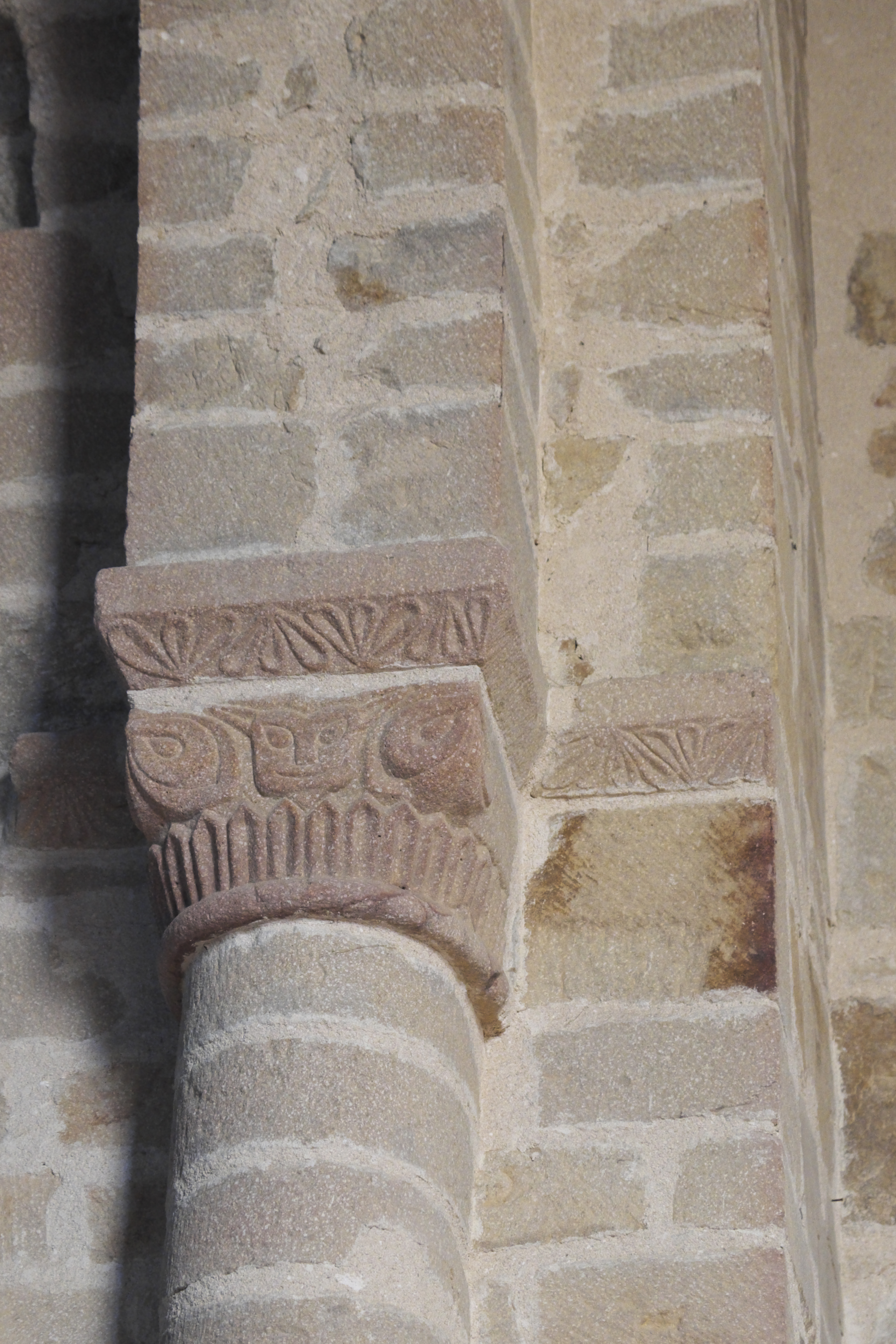
Chapiteau nord de l'arc diaphragme.
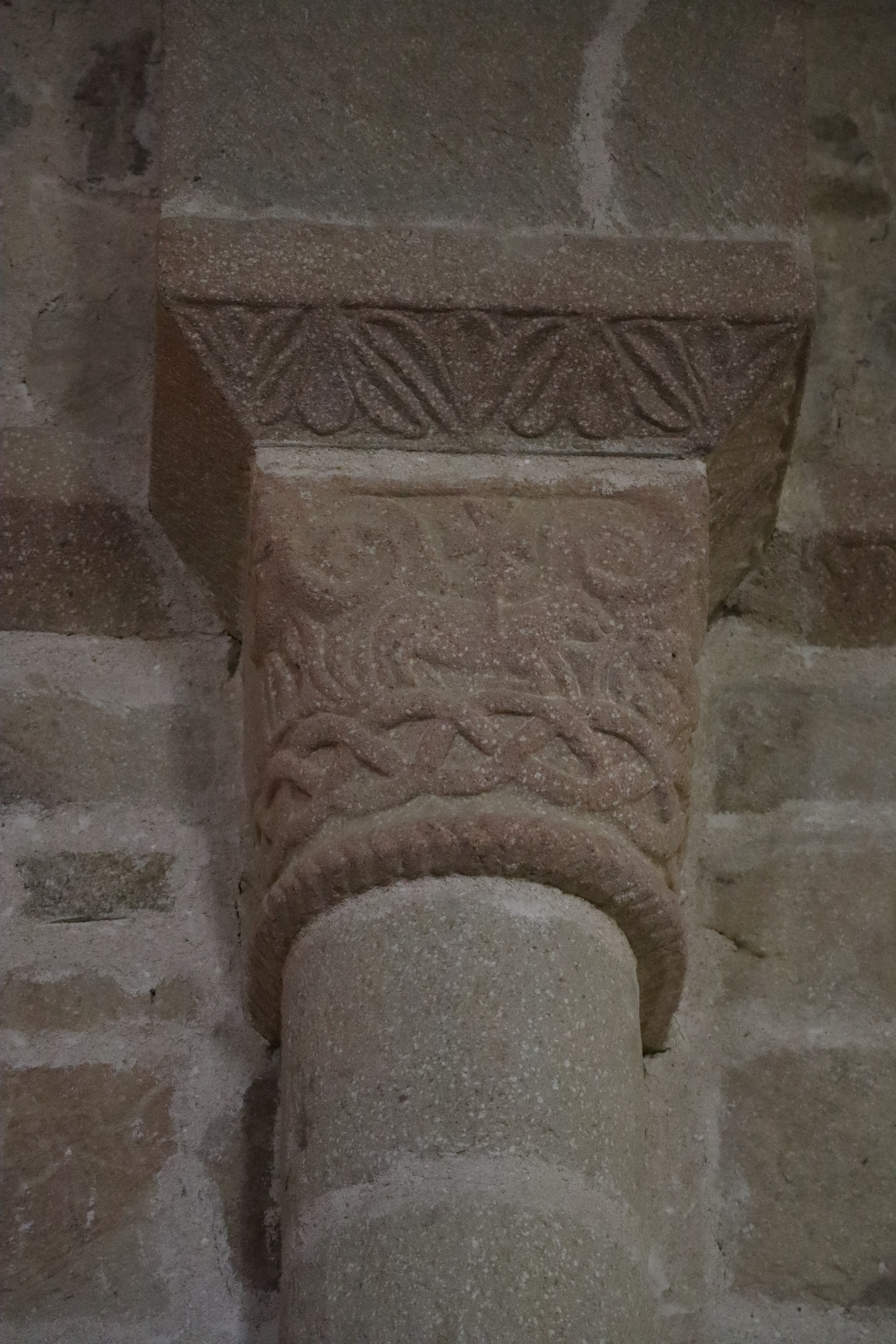
Chapiteau sud de l'arc diaphragme
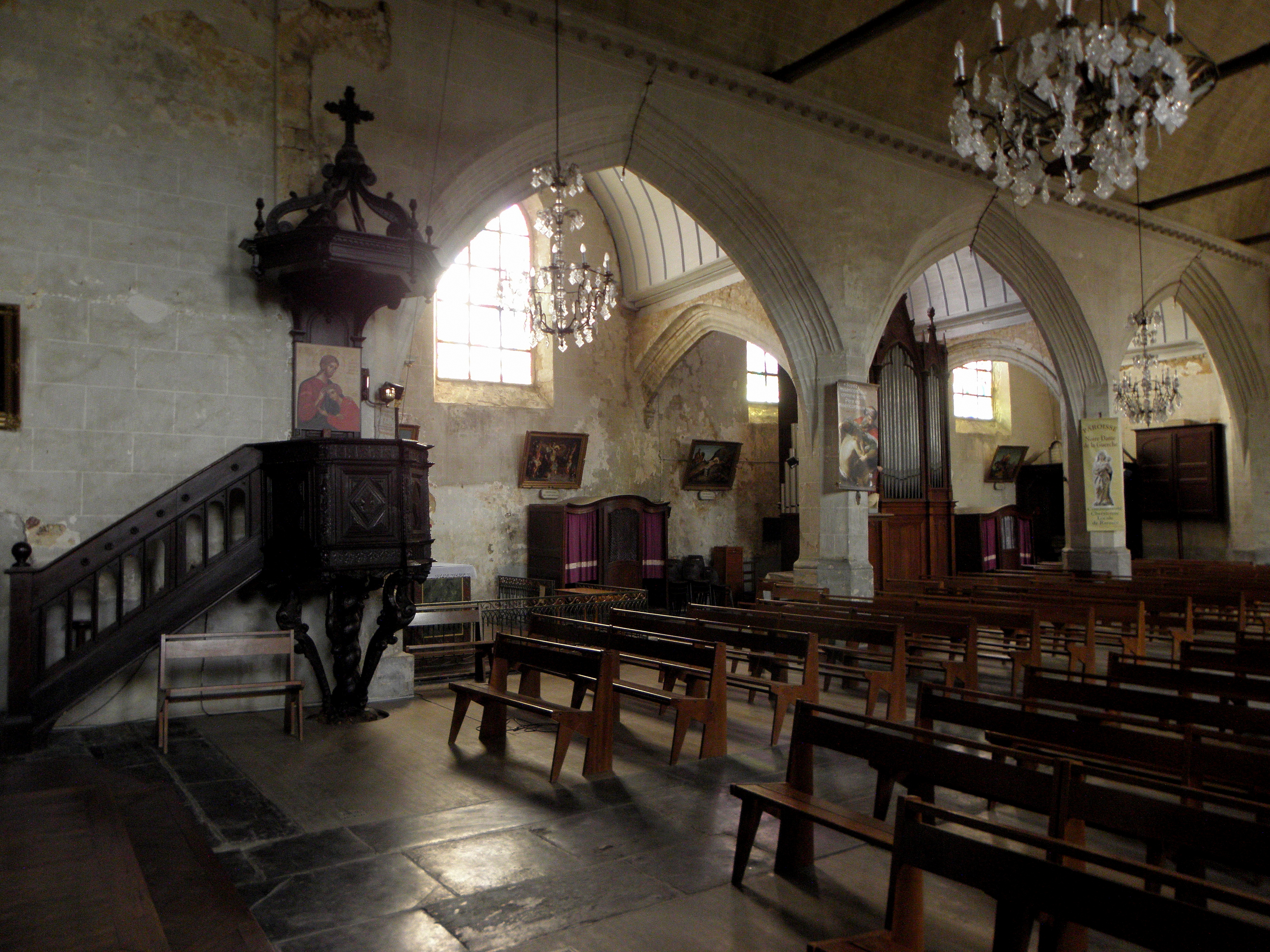
Nef et bas-côtés.

## Mobilier
L’église possède un ensemble de cinq retables du XVIIe siècle, tous classés,,,.
La chaire a été réalisée au XVIe  siècle et est également classée.

Les vitraux datent du XIXe siècle (atelier rennais Lecomte et Collin).

Mobilier
Chaire
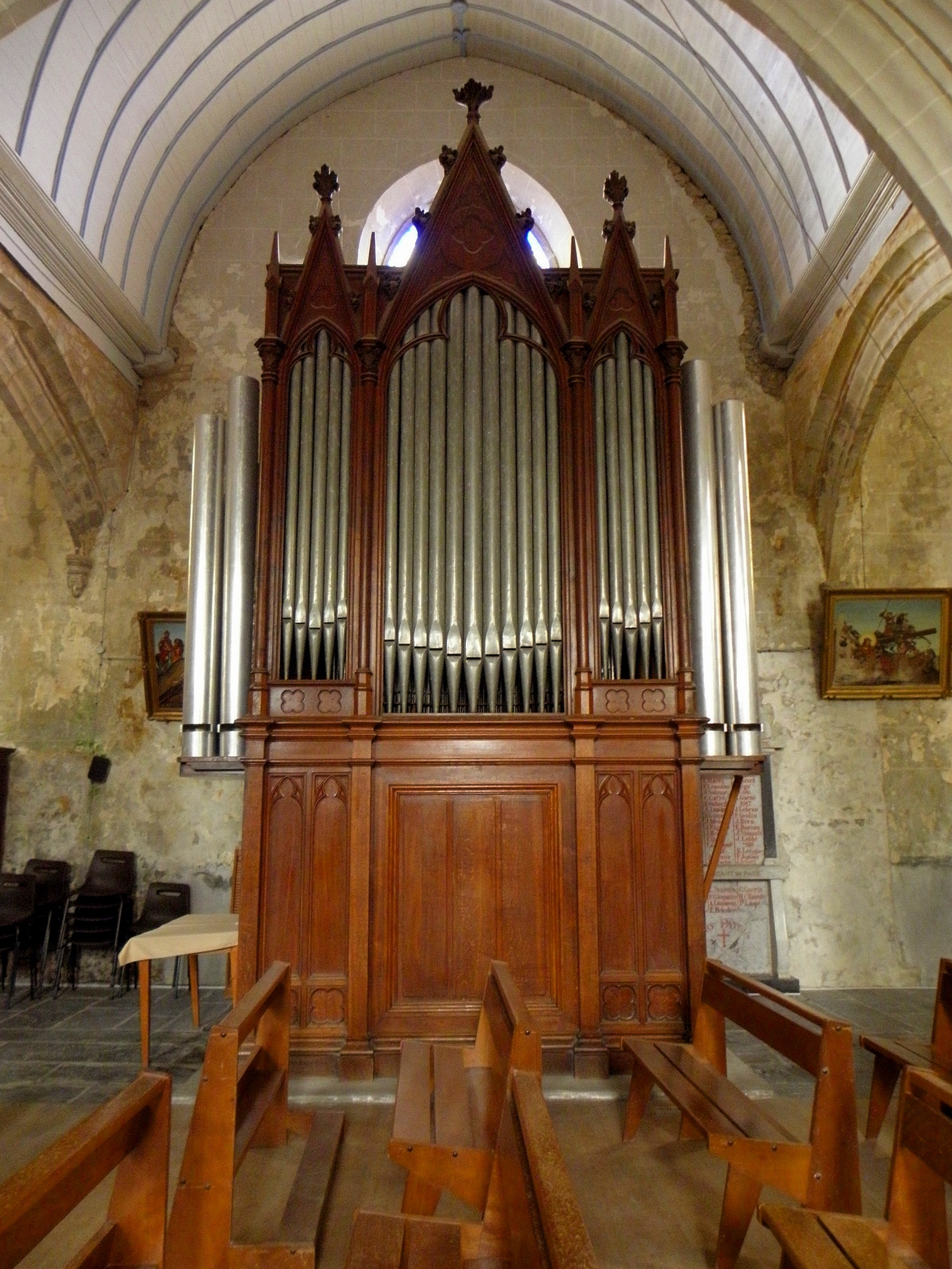
Orgue
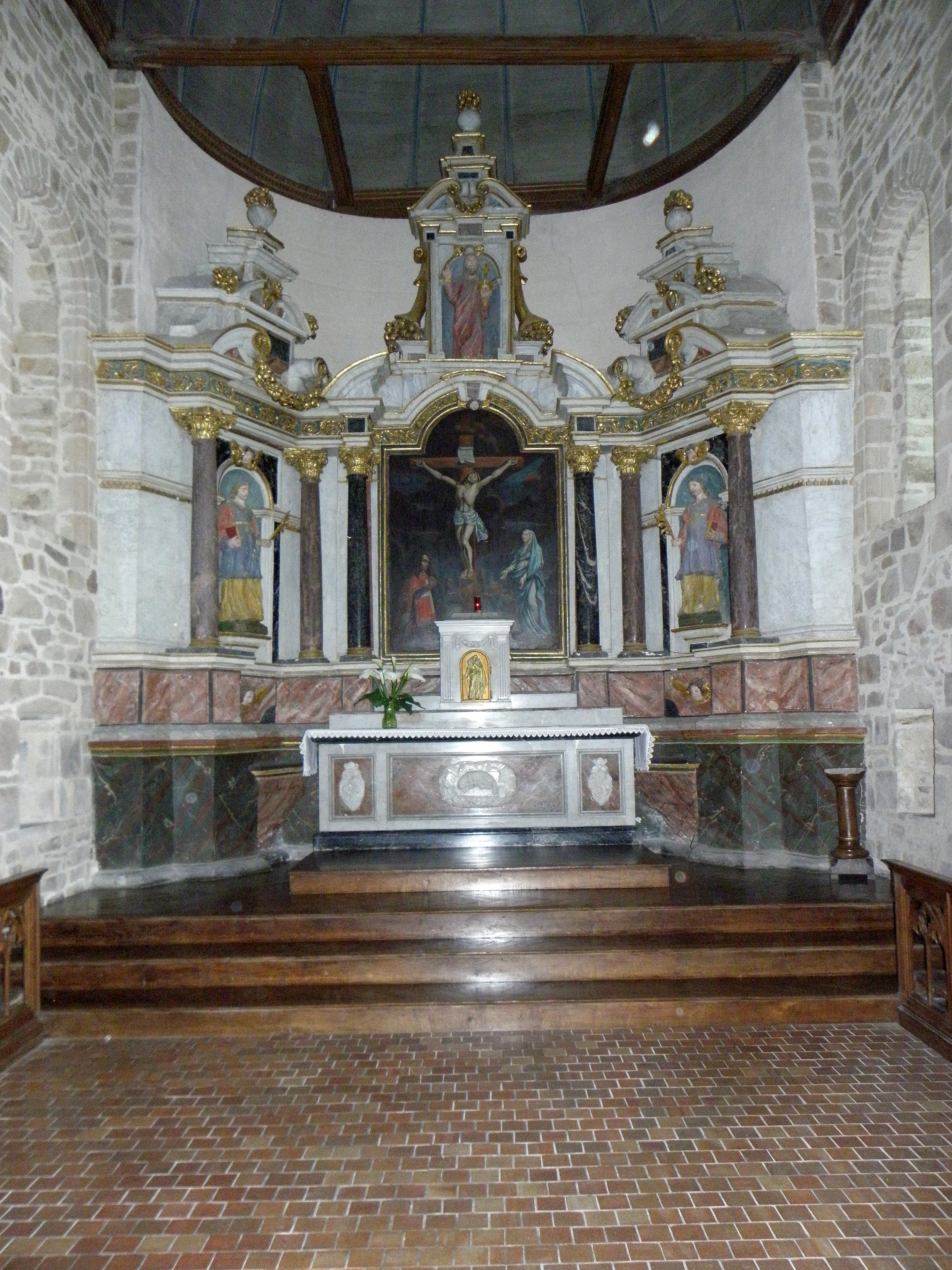
Retable du Maître-autel
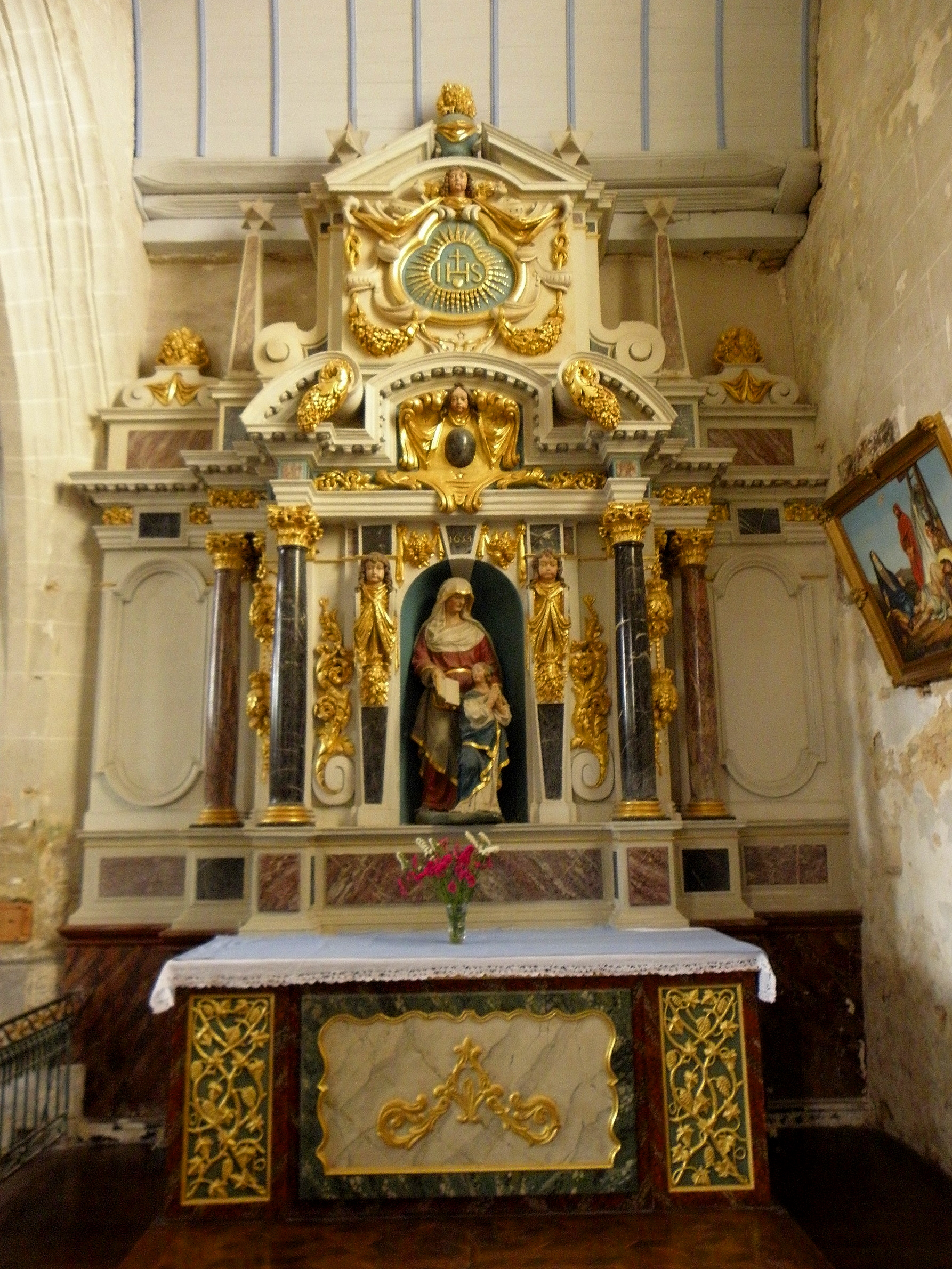
Retable de Sainte-Anne
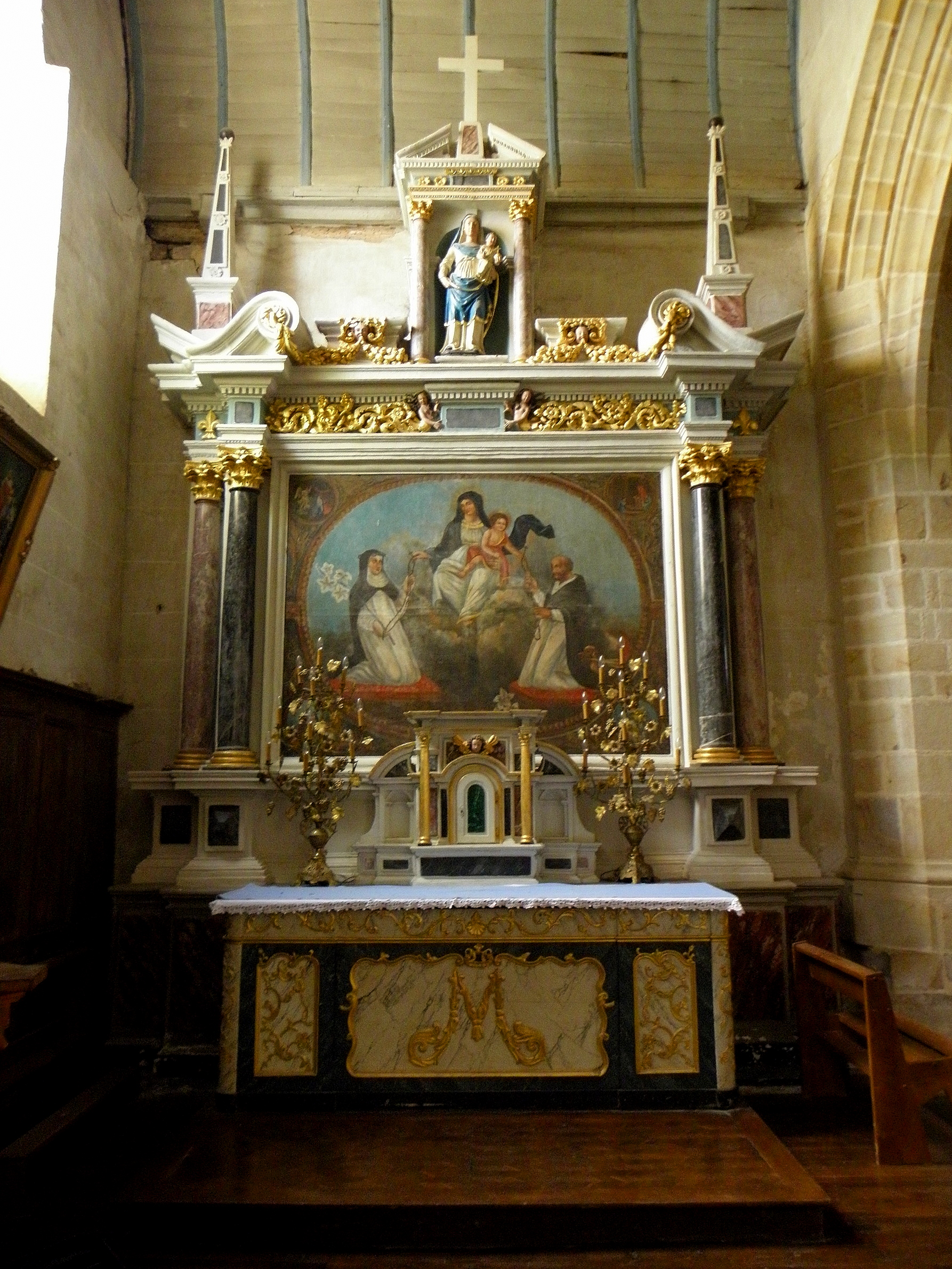
Retable du Rosaire

Vitraux
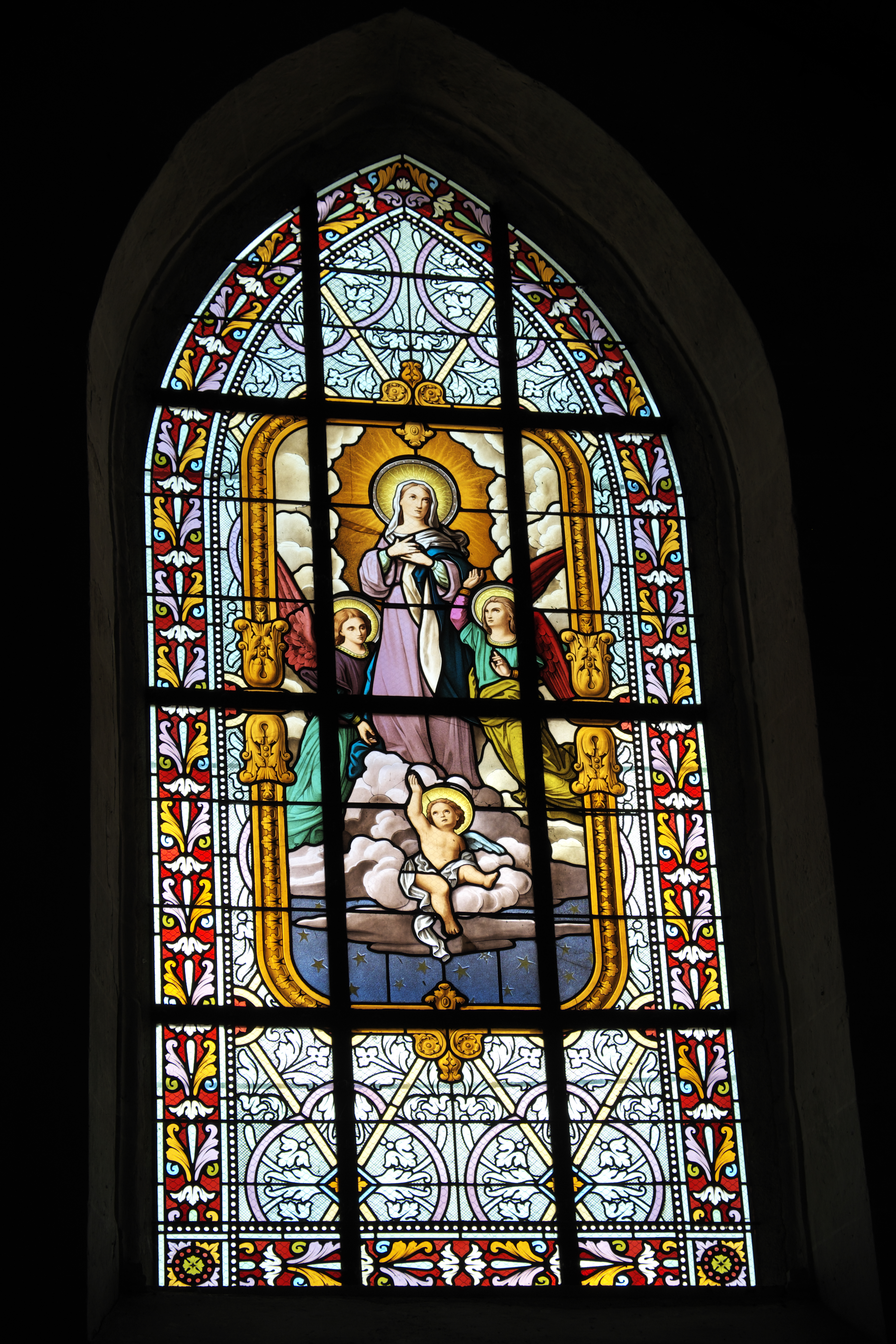
L'Assomption de Marie
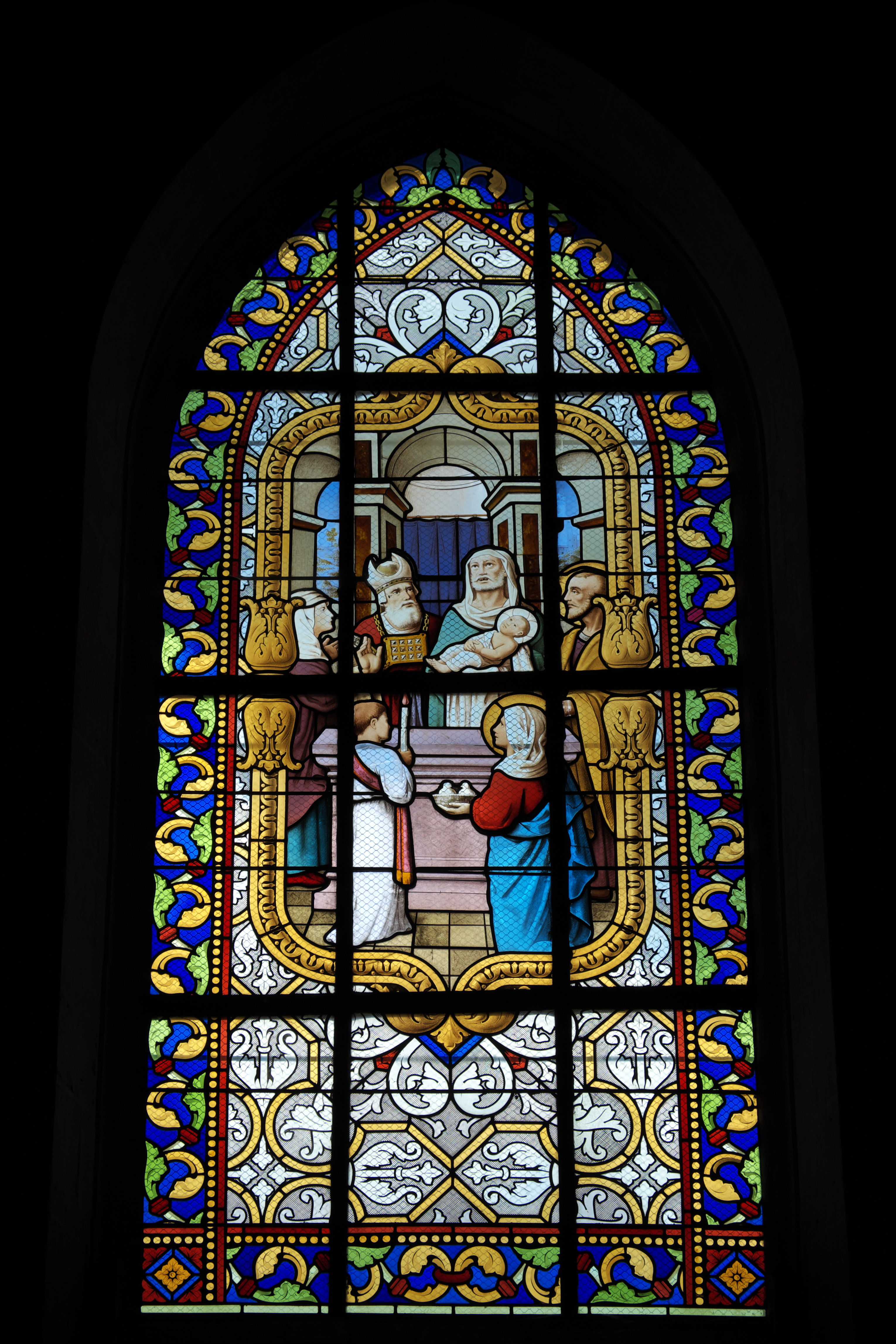
Présentation au Temple
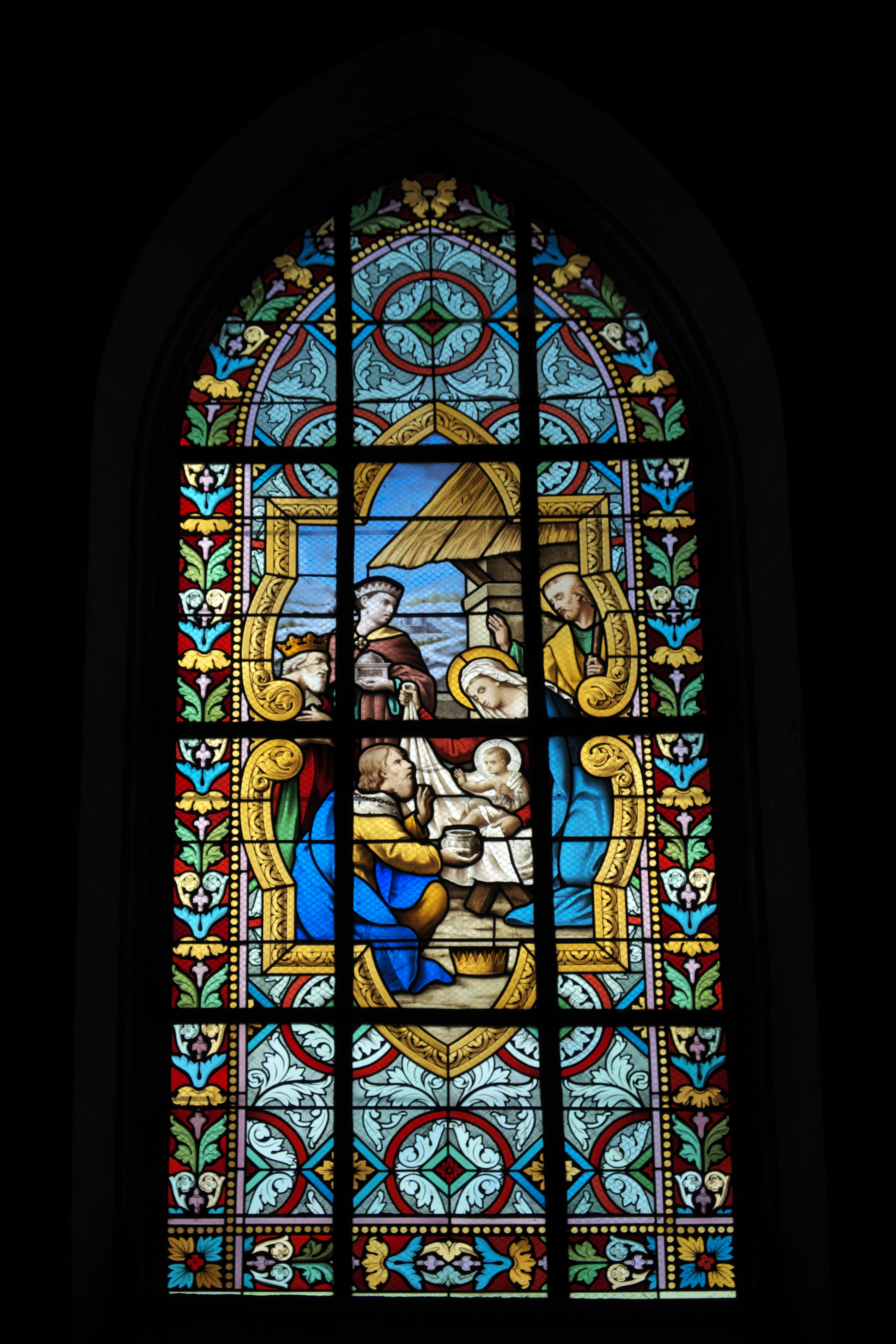
Adoration des mages
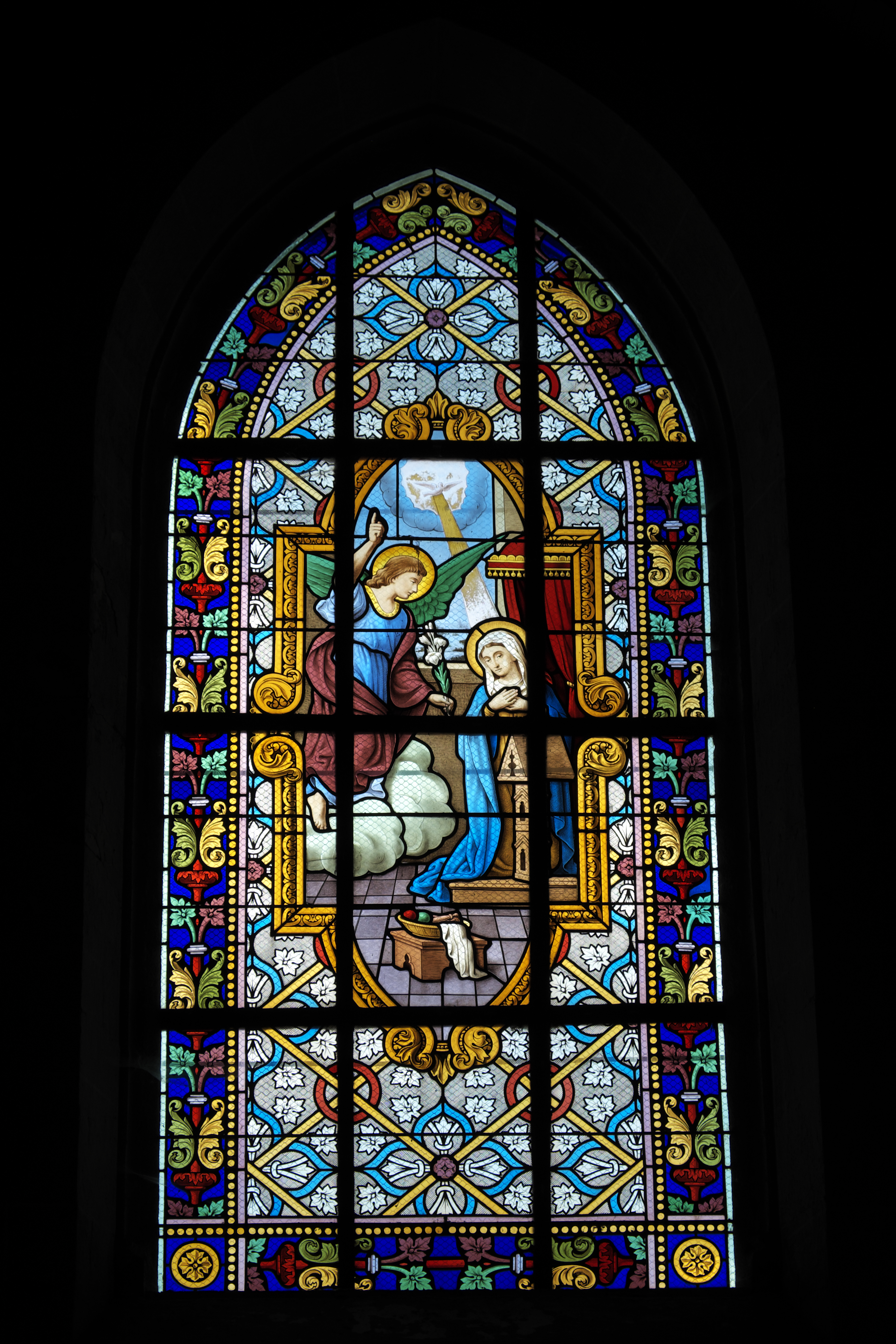
Annonciation
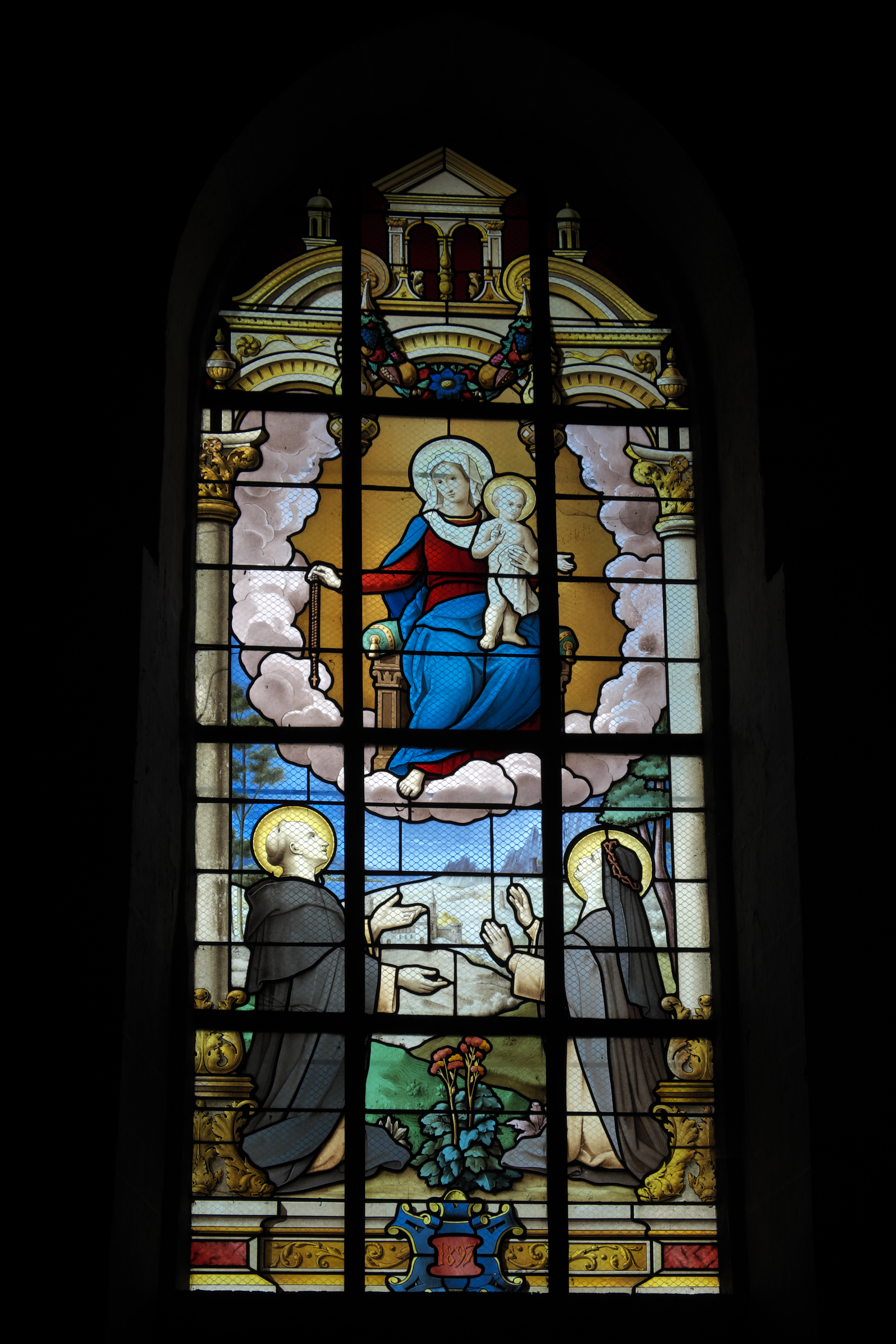
Saint Dominique et sainte Catherine de Sienne
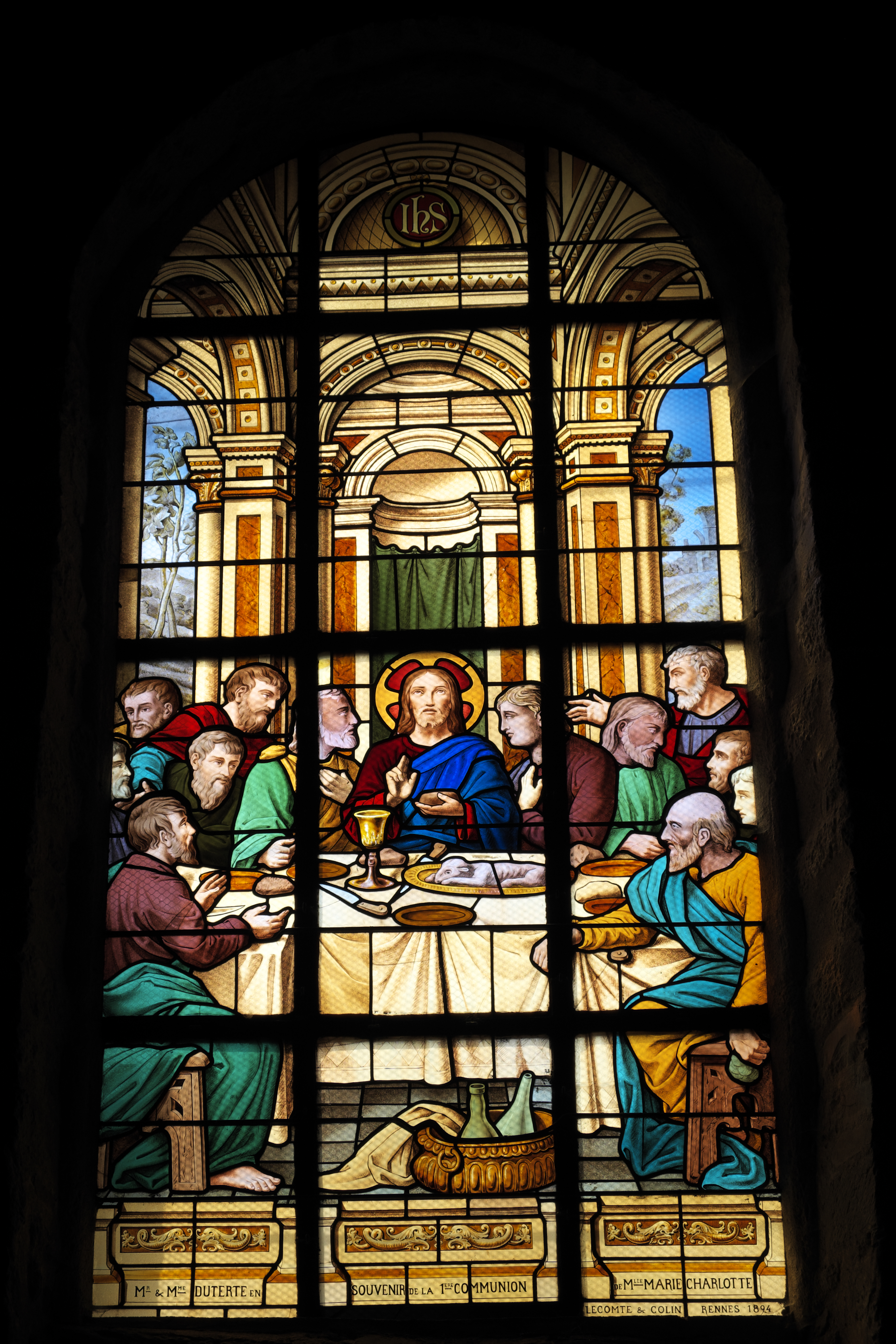
La Cène
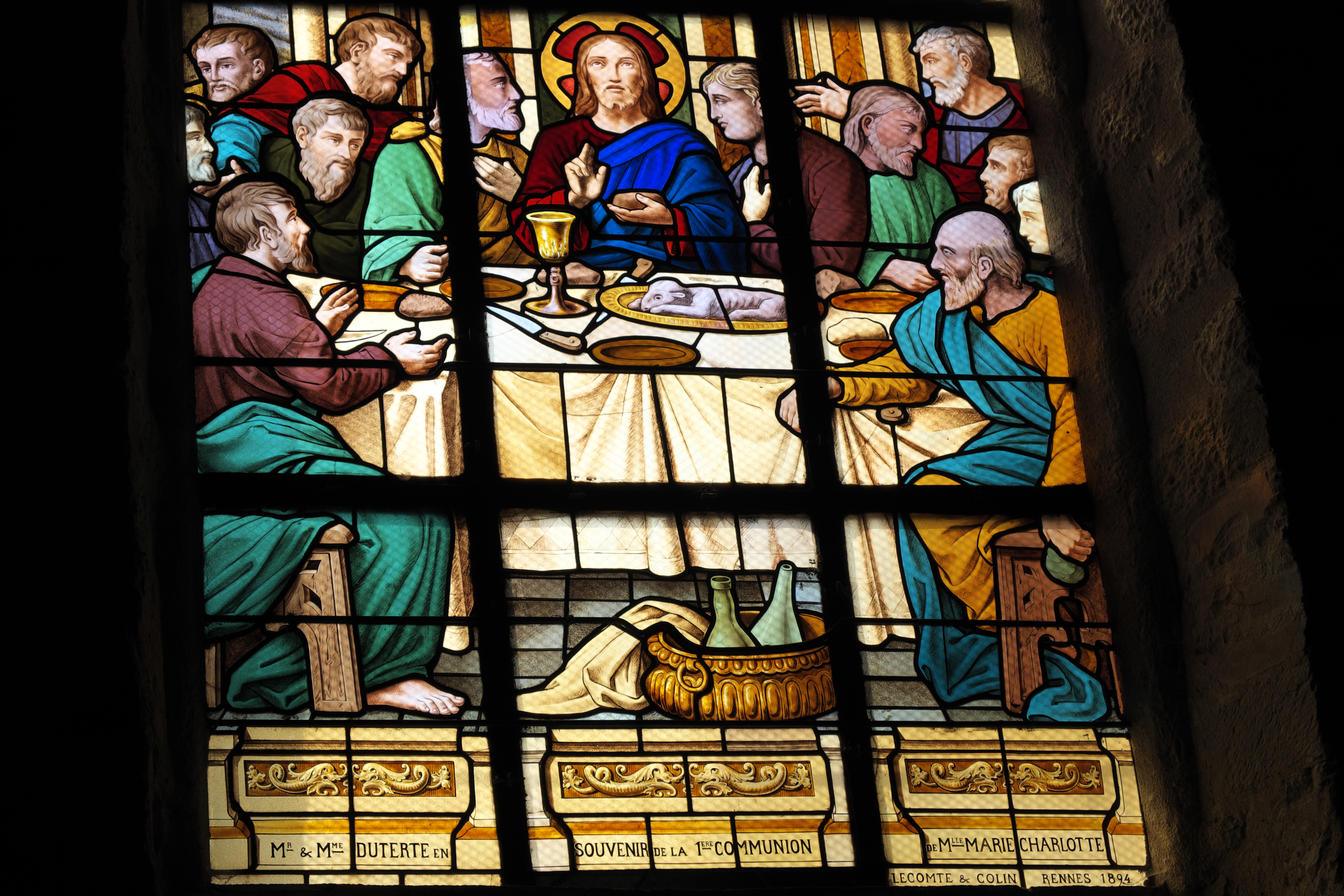
Détail de la Cène, « Lecomte & Colin Rennes 1894 »
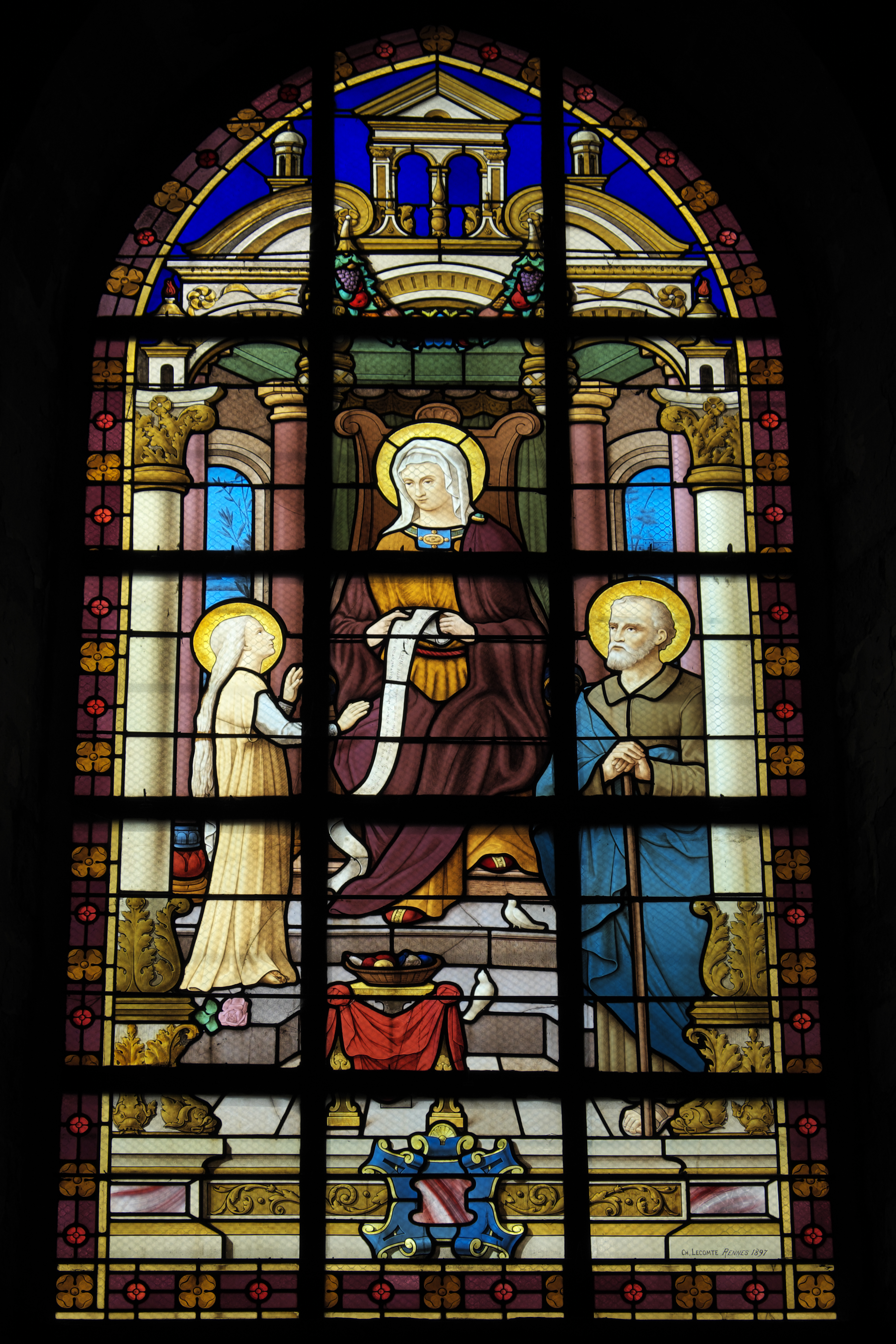
Éducation de la Vierge par sainte Anne et saint Joachim
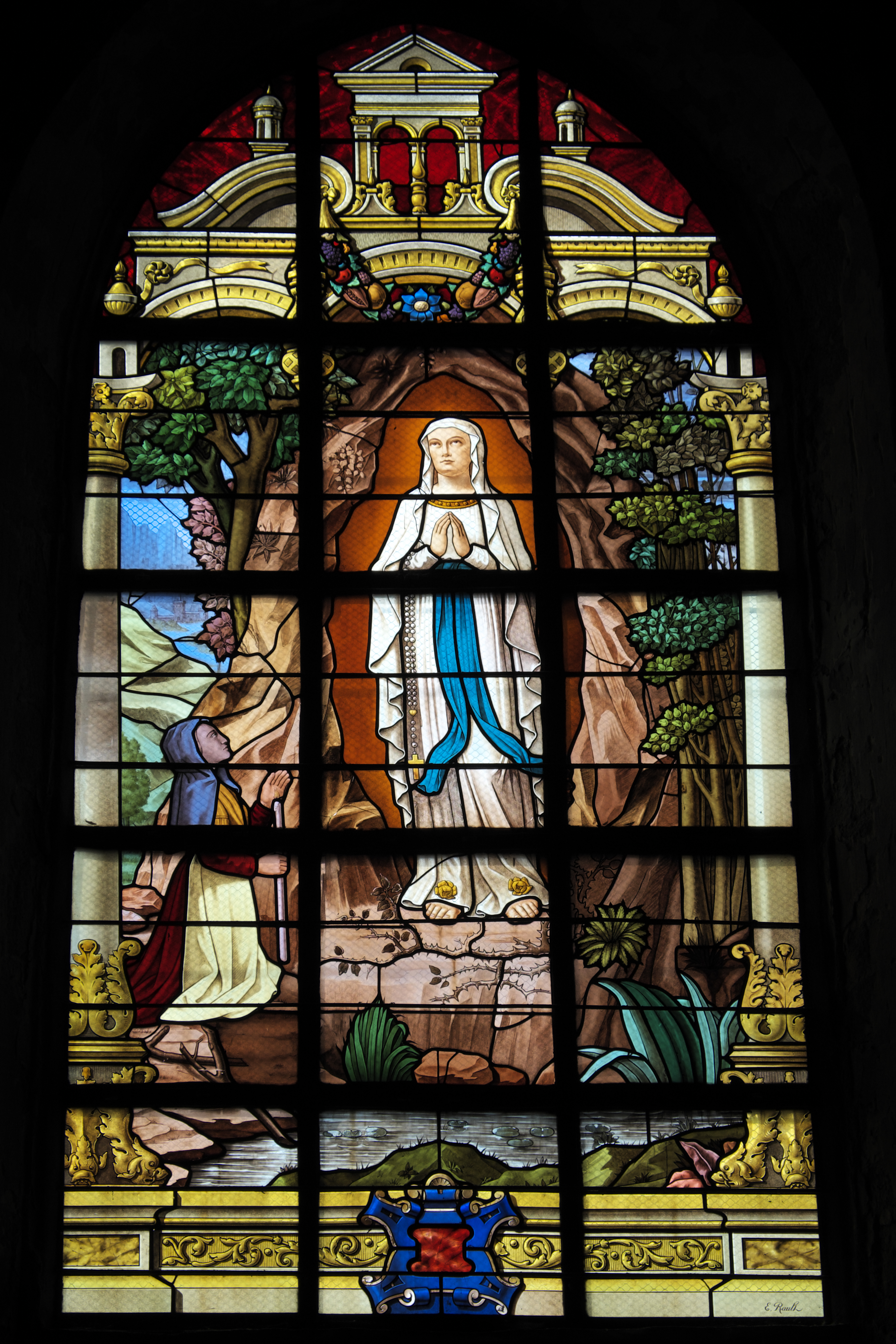
Apparition de Lourdes
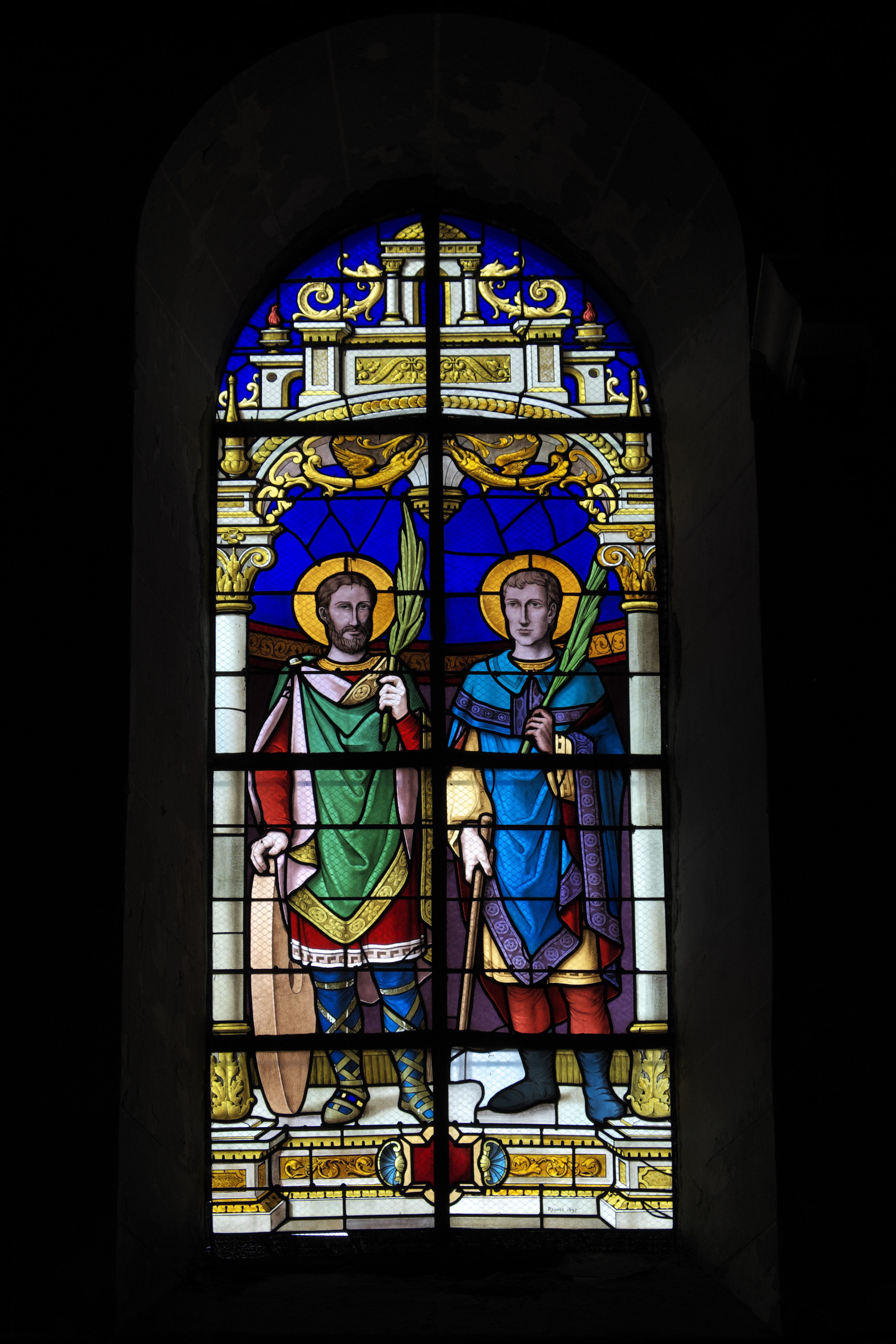
Saint Crépin et saint Crépinien